# Alan Eugene Johnston
Alan Eugene Johnston (Nashville, Tennessee, 1962. december 7. –) amerikai űrhajós.

## Életpálya
1986-ban a University of Tennessee-n mérnöki diplomát szerzett. 1990-ben ugyanott doktorált.
1991. januárjától a Lyndon B. Johnson Űrközpontban részesült űrhajóskiképzésben. Kiképzett űrhajósként tagja volt az STS–50, STS–66, STS–83 és STS–94 támogató (tanácsadó, problémamegoldó) csapatának. Űrhajós pályafutását 1997. július 17-én fejezte be.

## Tartalék személyzet
- STS–83, a Columbia űrrepülőgép 22. repülésének küldetésfelelőse.
- STS–94, a Columbia űrrepülőgép 23. repülésének küldetésfelelőse.